# Youssef I Absi
Youssef Absi, SMSP    (árabe: يوسف عبسي‎; português: José Absi) é o Patriarca Greco-Melquita de Antioquia e de todo Oriente, Alexandria e Jerusalém desde 21 de junho de 2017, quando foi eleito pelo santo sínodo dos bispos melquitas.
Recebeu a comunhão eclesiástica pelo Papa Francisco no dia seguinte.

## Biografia
Youssef Absi nasceu em Damasco em 20 de junho de 1946.

### Formação e ministério sacerdotal
Entrou para a Sociedade dos Missionários de São Paulo e foi ordenado sacerdote em 6 de maio de 1973. Após completar seus estudos em filosofia e teologia no Seminário Maior de São Paulo em Harissa, obteve a licenciatura em filosofia na Universidade Libanesa,a licenciatura em teologia no Instituto de São Paulo em Harissa e o doutorado em ciências musicais e hinografia bizantina na Universidade St. Esprit de Kaslik.
Desde 1996 é conselheiro geral e tesoureiro da sua Ordem e depois tornou-se superior geral em 13 de julho de 1999.

### Ministério episcopal
Em 14 de julho de 2001, o Papa João Paulo II confirmou sua eleição canonicamente feita pelo Sínodo dos Bispos da Igreja Greco-Católica Melquita, reunido em Raboueh em 22 de junho de 2001, como Arcebispo titular de Tarso dos Gregos Melquitas e Arcebispo Curial de Antioquia dos Melquitas. Ele recebeu a ordenação episcopal em 2 de setembro na Basílica de São Paulo em Harissa do Patriarca Gregório III Laham, com o Arcebispo Curial Jean Mansour e o Arcebispo de Beirute e Jbeil Joseph Kallas como co-consagradores. Em 13 de outubro de 2006, ele foi nomeado Vigário Patriarcal de Damasco dos Melquitas.
Em 21 de junho de 2017, o Sínodo dos Bispos da Igreja Greco-Católica Melquita elegeu-o Patriarca de Antioquia, Jerusalém e todo o Oriente. No dia seguinte, o Papa Francisco concedeu-lhe a comunhão eclesiástica.